# Kompleks Pamięci „Dola”
Kompleks Pamięci "Dola" (serb. Memorijalni kompleks "Dola") – pomnik cywilnych ofiar wojsk niemieckich, stojący we wsi Miljkovac (serb. Миљковац) w Czarnogórze (gmina Plužine), w pobliżu drogi M-3 z Plužine do Nikšića.

## Charakterystyka
Kompleks upamiętnia osoby z Miljkovaca i okolic (rejon Dola) które 7 czerwca 1943 roku zostały zamordowane przez zbrodniarzy z 7. dywizji SS „Prinz Eugen” składającej się w głównej mierze z volksdeutschów. Atak na rejon rzeki Piva miał miejsce podczas piątej ofensywy (Operacja Schwarz) w czasie bitwy nad Sutjeską, która trwa od końca maja do połowy czerwca 1943 roku. Na terenie Doli w jeden dzień zamordowano 522 mieszkańców, w tym 109 dzieci. W ciągu 10 dni zginęło łącznie 1260 mieszkańców Doli. 
Zespół, zaprojektowany przez Lukę Tomanovića, jest posadowiony w niezamieszkałym terenie i składa się z czterech monumentalnych części, z których centralna jest rzeźbiarskim motywem, któremu towarzyszą inne formy:
- "Ręce" (3 x 3 metry),
- "Matka z dziećmi" (1,5 x 2 metra),
- tablica pamiątkowa (stela),
- kostnica żeńska (0,8 x 1,7 metra),
- grób męski (1 x 2 metry)[1].

Budowa kompleksu pamięci rozpoczęła się w latach 1975-1976, a zakończyła się w 1977. W 2011 roku obok pomnika wzniesiona została cerkiew św. Jana Chrzciciela. W 2016 roku dobudowano doń drewnianą dzwonnicę. Dominującym materiałem budowlanym obiektów sakralnych jest kamień, a część dzwonnicy wykonana jest z drewna. Pomnik jest stale odwiedzany i konserwowany.

## Symbolika
Po wejściu do kompleksu najpierw natrafia na rzeźbę w białym betonie ("Ręce"), która jest umieszczona na najwyższym wzniesieniu, na którym posadowiono betonową platformę. W różnych miejscach doliny znajdują się pozostałe trzy rzeźby. Rzeźba "Ręce" składa się z trzech otwartych dłoni wzniesionych do nieba, o różnych wymiarach. Elementy te wyobrażają odpowiednio dłonie mężczyzny-ojca, kobiety-matki i dziecka. Łącznie tworzą wyraźny symbol rodziny. Od "Rąk" wąska ścieżka zejściowa prowadzi w kierunku dolin, zarówno po prawej, jak i po lewej stronie płaskowyżu. Widz doprowadzany jest do rzeźby z brązu "Matka z dziećmi" (serb. "Majka sa djecom" lub "U krilu bronzane majke"). Jest to figura matki z czworgiem dzieci różnego wzrostu. Matka próbuje je chronić. Luka Tomanović zastosował tu specjalne podejście psycho-figuratywne, poprzez które wyraża liryczną wrażliwość. Zdeformowane i rozpuszczone kontury ciał dzieci wyrażają ich naiwność, figlarność, obecną niezależnie od trwającego piekła wojny, ale jednocześnie symbolizują ból i strach, przez które przechodzą te dzieci. Widz kierowany jest dalej do tablicy pamiątkowej (białej steli ze złamanym warkoczem, wskazującym miejsce, w którym zabito kobiety (ossuarium żeńskie). Najniżej zlokalizowano grób męski. Ekspresja liryczna zawarta w realizacjach kompleksu niesiona przez rzeźby z brązu, ukazuje głębokie stany psychiczne, w których zmieszany jest strach i smutek.
Ruch w przestrzeni kompleksu jest tak ukierunkowany, by odwiedzający, podążając okrężnie w jakimkolwiek kierunku, zawsze wrócił do punktu wejściowego. Rozbicie jedności przekazu, poprzez rozlokowanie kilku odrębnych pomników, wynika z tego, że oddzielnie potraktowano cierpienie poszczególnych grup ofiar.

## Turystyka
Przy głównej drodze M-3 Nikšić - Plužine znajduje się tablica informacyjna, na której jest wskazany kierunek dojazdu. Drogą tą, u podnóża kompleksu, przebiega szlak rowerowy TT1 Salty and sweet.